# 575
سنة 575 م (بالأرقام الرومانية: DLXXV) كانت سنة بسيطة تبدأ يوم الثلاثاء (الرابط يظهر نموذج الجدول الزمني الكامل للسنة) من التقويم اليولياني. بدأت تسمية السنة ب575 منذ العصور الوسطى المبكرة، عندما أصبح تقويم أنو دوميني هو الأسلوب السائد في أوروبا لتسمية السنوات.

## مواليد
- سعيد بن سعيد بن العاص
- الخنساء
- الوليد بن عتبة بن ربيعة العبشمي
- هرقل

## وفيات
- سيجيبيرت الأول